# Lasiodora striatipes
Lasiodora striatipes é uma espécie de aranha pertencente à família Theraphosidae (tarântulas).